# William Fletcher Thomas
 (octobre 2018).
Si vous disposez d'ouvrages ou d'articles de référence ou si vous connaissez des sites web de qualité traitant du thème abordé ici, merci de compléter l'article en donnant les références utiles à sa vérifiabilité et en les liant à la section « Notes et références ».
William Fletcher Thomas (né en 1862 et mort en 1926) est un dessinateur et caricaturiste britannique connu pour son travail sur Ally Sloper.